# Islam au Yémen

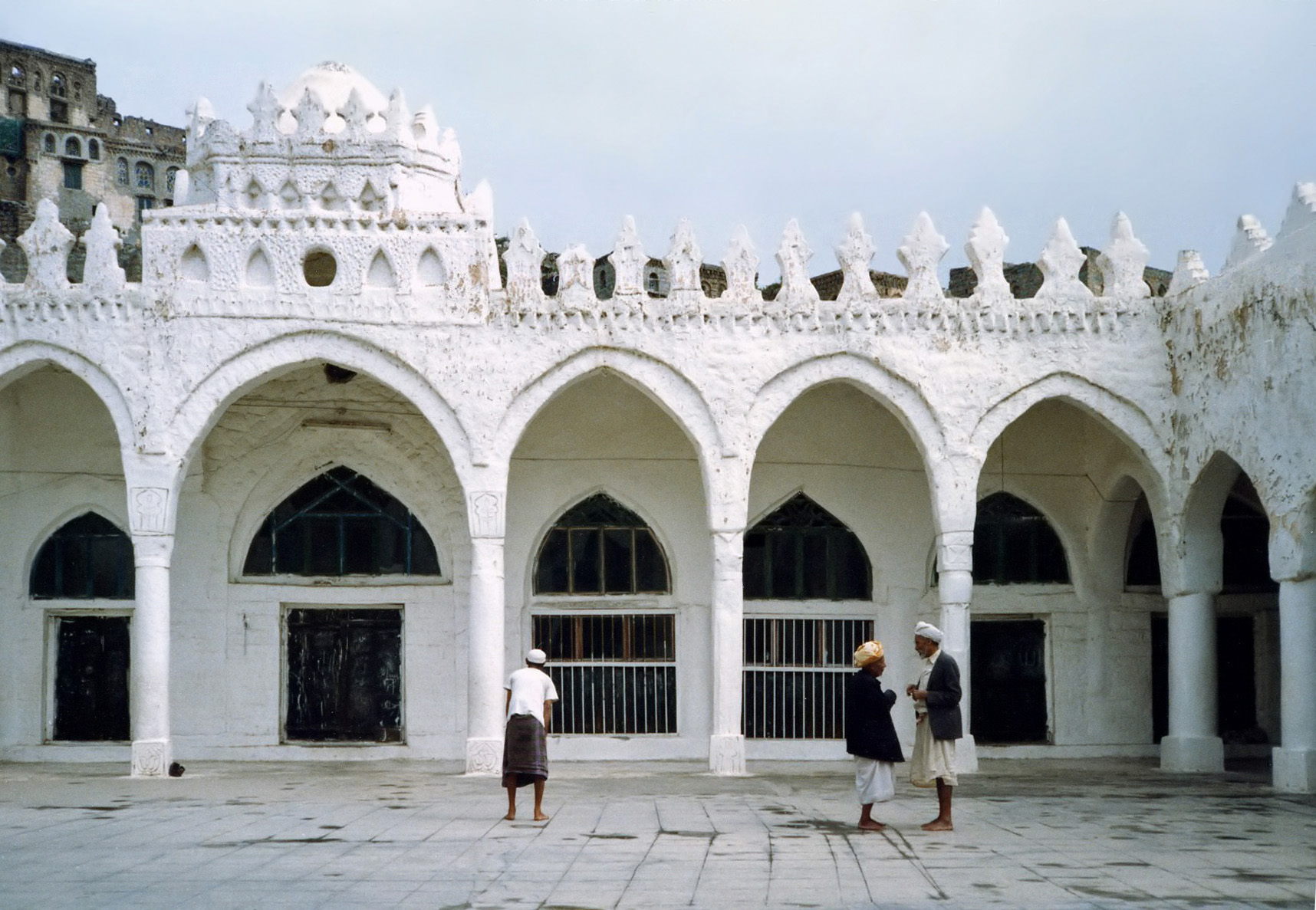
La mosquée antique de la ville de Jibla

L'islam est présent au Yémen depuis l'année 630 environ. À l'époque où Mahomet unifia la péninsule Arabique autour de l'islam, il fut introduit dans la région par Ali ibn Abi Talib, qui deviendra ensuite le quatrième calife de l'islam. Les Yéménites sont quasiment tous musulmans, mais il existe une petite communauté juive résiduelle, présente au Yémen dès les débuts de l'islam. 

## Les différentes communautés musulmanes
Les musulmans yéménites se répartissent entre 60 % et 75 % de sunnites de rite chaféite et 25 % à 40 % de chiites zaïdites. Les zaïdites des plateaux du Nord dominent la vie politique et culturelle du Yémen du Nord depuis des siècles, tandis que les chaféites du Sud et du Sud-Est constituaient le Yémen du Sud. Avec l'unification du Yémen du Nord et du Yémen du Sud en 1990, et l'apport des musulmans du Sud tous chaféites, la balance démographique est devenue très défavorable aux zaïdites. Néanmoins, ils sont toujours majoritairement représentés dans le gouvernement yéménite, ainsi que dans l'armée nationale. Il existe aussi des jafarites, de sensibilité chiite, surtout présents dans les grandes villes du Nord, comme Sanaa et Ma'rib. Dans les grandes villes, les différentes communautés musulmanes sont mélangées. Le Nord est à 55 % chiite et à 45 % sunnite.
Selon une étude de la BBC, le Yémen est le seul pays arabe où le sentiment religieux a augmenté entre 2013 et 2019. Le niveau de confiance envers les dignitaires religieux a également légèrement augmenté, passant de 36 % à 38 %.

## L'islam actuel

### Dans la vie politique
Excepté pour une petite minorité du clergé musulman,  la violence religieuse à visée politique n'est ni incitée ni acceptée par le clergé islamique. Néanmoins, le gouvernement est influencé par les wahhabites et les salafistes venant de l'Arabie saoudite voisine, de même que par les positions anti-chiites des Irakiens exilés qui soutenaient Saddam Hussein. Il y a de fortes tensions entre le gouvernement yéménite et les forces armées zaïdites.

### L'enjeu de l'éducation
Le développement de l'éducation est un enjeu important pour le Yémen. Il existe des écoles publiques, qui donnent des cours sur l'islam, mais pas sur les autres religions. Il existe aussi des écoles privées, qui n'enseignent pas l'islam, où beaucoup de citoyens des villes mettent leurs enfants. Pour infléchir le radicalisme religieux présent dans les écoles publiques, le gouvernement yéménite a interdit les programmes scolaires qui sortent du programme officiel enseigné dans les écoles privées et publiques. C'est pourquoi il a été amené à fermer 4500 écoles, ainsi qu'à expulser des étudiants étrangers. Pour le développement de ses sept universités, le Yémen fait appel à des pays étrangers.
À Aden, bien que le sud du Yémen ait connu une période de régime marxiste et laïque sous la République démocratique populaire du Yémen (1967-1990), l’influence de l’islam est redevenue prédominante après la réunification avec le Yémen du Nord en 1990. Le passé communiste a laissé certaines traces, mais l’islam pratiqué dans le sud reste présent et en phase avec les traditions religieuses du pays. Les programmes religieux, autrefois réduits sous le régime communiste, sont de nouveau présents dans l’éducation, bien que la région conserve une certaine tolérance culturelle et sociale par rapport à d’autres régions du Yémen.